# Jászín es-Síhávi
Jászín es-Síhávi (arabul: ياسين الشيخاوي – Yāsīn aš-Šīḫāwī, klasszikus vokalizációval Jászín as-Síhávi, a nyugati sajtóban Yassine Chikhaoui;  Radès, 1986. szeptember 22. –) tunéziai válogatott labdarúgó, aki jelenleg az Al-Gharafa játékosa.

## Sikerei, díjai

### Klub
- Étoile du Sahel
  - CAF-bajnokok ligája: 2007
  - Tunéziai bajnokság: 2007

- FC Zürich
  - Axpo Super League: 2008-09
  - Svájci kupa: 2014

### Egyéni
- Az év tunéziai labdarúgója: 2006